# Kian Lawley
Kian Lawley (* 2. September 1995 in Sioux City, Iowa) ist ein US-amerikanischer Webvideoproduzent und Schauspieler.

## Leben

### Kindheit und Jugend
Kim Lawley wurde in Sioux City, Iowa geboren. Seine Vorfahren stammen aus Deutschland, Polen und Irland. Als Kind zog er nach San Clemente in Kalifornien.

### Erste Karriere auf YouTube (2010–2015)
Mit 15 Jahren startete er seinen ersten YouTube-Kanal superkian13, der bis heute sein Hauptkanal ist. Er war Teil der Supergroup Our2ndLife, die aus JC Caylen, Ricky Dillon, Trevi Moran, Connor Franta und Sam Pottorff bestand. Der Kanal erreichte bis zu seiner Einstellung 2014 über 2,8 Millionen Abonnenten und machte im Dezember 2014 eine Tour durch 19 Städte. kurz nach der Auflösung gründete er mit JC Caylen den erfolgreichen Kanal KianAndJC. 2015 gewann er den Teen Choice Award als bester YouTuber.

### Schauspielkarriere (2015–2018)
2015 spielte er seine erste Hauptrolle als Schauspieler im Horrorfilm The Chosen, Es folgte 2016 die Filmkomödie Shovel Buddies. Kian Lawle versuchte in dieser Zeit seine YouTube- und Schauspielkarriere parallel laufen zu lassen. 2016 hatte er eine Nebenrolle in Tyler Perrys Horrorkomödie Boo! A Madea Halloween.
2017 spielte er zusammen mit JC Caylen in der Komödie H8ters, in der es um Internet-Celebrities, Haters und Millennials geht. Beide traten auch als Executive Producer auf. Es folgte eine Rolle im Film Wenn du stirbst, zieht dein ganzes Leben an dir vorbei, sagen sie. Für diese erhielt er 2017 einen Teen Choice Award in der Kategorie Bester Schauspieler – Drama. Er war außerdem Hauptdarsteller in der Webserie Zac & Mia, die für sechs Daytime Emmy Awards nominiert war. 2018 erschien die zweite Staffel, für die er eine Daytime-Emmy-Nominierung als Bester Hauptdarsteller erhielt.
2018 sollte er im Filmdrama The Hate U Give mitspielen. Während der Dreharbeiten tauchte jedoch im Netz ein älteres Video von ihm auf, bei dem er rassistische Schimpfworte verwendete. Unter anderem verwendete er mindestens einmal das N-Wort. Seine Rolle als Freund der Hauptcharakterin wurden mit  K. J. Apa neu gedreht. Zudem trennte sich sein Management von ihm. Er entschuldigte sich später für seine unangemessene Sprache und pausierte seine Aktivitäten auf Social Media. 2020 setze er seine Filmkarriere mit der finnischen Comedy-Serie Californian Commando fort.

### The Reality House (seit 2019)
Zusammen mit Caylen konzipierte er die YouTube-Serie The Reality House, eine an Big Brother angelehnte Realityshow, bei der mehrere YouTuber in einem Haus gegeneinander antreten, um am Ende 25.000 US-Dollar zu gewinnen. Die erste Staffel erreichte mehr als 25 Millionen Zuschauer. 2020 kehrte das Format mit einem Preisgeld von 50.000 US-Dollar zurück und konnte seine Einschaltquoten aus der ersten Staffel noch einmal toppen.

## Privatleben
Kian Lawley ist mit der Influencerin Ayla Woodruff liiert. Das Paar hat ein gemeinsames Kind.

## Filmografie
- 2015: The Chosen
- 2016: Shovel Buddies
- 2016: Boo! A Madea Halloween
- 2017: Wenn du stirbst, zieht dein ganzes Leben an dir vorbei, sagen sie (Before I Fall)
- 2017: H8ters (Fernsehserie)
- 2017: Guilty Party (Fernsehserie)
- 2017–2019: Zac & Mia (Webserie)
- 2018: Monster Party
- seit 2020: Perfect Commando

## Auszeichnungen und Nominierungen
| Jahr | Nominiert          | für                                                 | Resultat  | Einzelnachweise |
| ---- | ------------------ | --------------------------------------------------- | --------- | --------------- |
| 2014 | Teen Choice Awards | Choice Web Star: Comedy (als Teil von Our 2nd Life) | Gewonnen  | [ 16 ]          |
| 2015 | Teen Choice Awards | Choice YouTuber                                     | Gewonnen  | [ 4 ]           |
| 2016 | Teen Choice Awards | Choice YouTuber                                     | Nominiert | [ 17 ]          |
| 2016 | Streamy Awards     | Entertainer of the Year                             | Nominiert | [ 18 ]          |
| 2017 | Teen Choice Awards | Choice Drama Movie Actor                            | Gewonnen  | [ 19 ]          |
| 2018 | Daytime Emmys      | Best Actor In A Digital Drama                       | Nominiert | [ 20 ]          |
| 2019 | Teen Choice Awards | Choice YouTuber (zusammen mit JC)                   | Nominiert | [ 21 ]          |
| 2020 | Shorty Awards      | Best YouTube Ensemble (zusammen mith Jc Caylen)     | Gewonnen  | [ 22 ]          |